# 加通河
加通河（英語：Gatún River）是巴拿马的一条河流，是加通湖的主要水源。